# 누마사키촌
누마사키촌(沼前村)은 이바라키현 가시마군에 일찍이 존재했던 촌이다.

## 지리
- 현재의 이바라키정 남부에 해당한다.

## 역사
- 1889년 4월 1일 - 정촌제 시행에 의해 가시마군 누마사키촌이 성립하였다.
- 1955년 2월 11일 - 히가시이바라키군 나가오카정, 가미노아이촌, 가와네촌과 합병해 히가시이바라키군 이바라키정이 성립하여, 동일 누마사키촌은 폐지되었다.

## 지리
| 1891년 | 2,970 |
| 1920년 | 4,807 |
| 1935년 | 5,132 |
| 1950년 | 6,880 |

## 참고문헌
- 角川日本地名大辞典編纂委員会『가도카와 일본 지명 대사전 8 茨城県』、가도카와 쇼텐、1983年 ISBN 4-04-001080-9